# Indische Astronomie

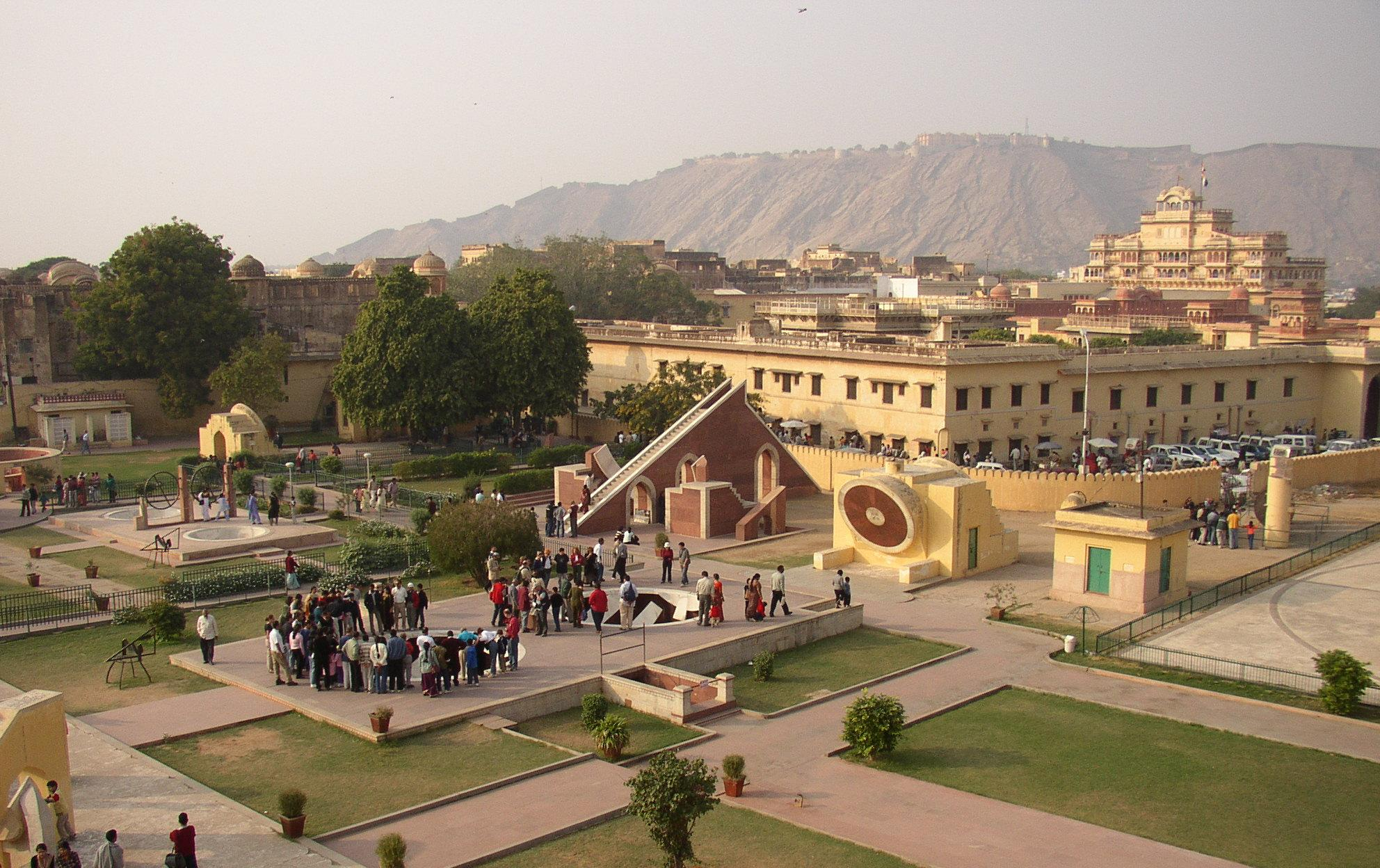
Observatorium Jantar Mantar in Jaipur

Die indische Astronomie hat eine lange Geschichte, die von den Anfängen in der Indus-Kultur bis zum heutigen indischen Raumfahrtprogramm reicht.

## Anfänge
Die ältesten Wurzeln der indischen Astronomie liegen in den Sternbeobachtungen der Indus-Kultur. Archäologische Funde liefern Indizien, dass die Indus-Kultur in Harappa möglicherweise spezielle Rundbauten zur Sonnen- und Sternbeobachtung nutzten. Weitere Hinweise auf erste astronomische Aktivitäten auf dem indischen Subkontinent liefern die Veden, die ältesten religiösen Schriften Indiens. Die Beschreibungen der Kalender-Konstellationen in den Veden datieren um die Zeit um 2300 v. Chr., aus der Blütezeit der Indus-Zivilisation.
Die Anfänge der indischen Astronomie entwickelten sich weiter als eine der Vedanga, eine der Hilfsdisziplinen des Veda-Studiums. In den Veden finden sich Beschreibungen der Planeten mit ihren charakteristischen Farben. Das astronomische Jahr umfasst nach diesen Schriften 360 Tage.
Ab dem 4. Jahrhundert v. Chr. wurde die indische Astronomie durch die griechische Astronomie beeinflusst. So waren z. B. die Schriften Yavanajataka und Romaka Siddhanta Sanskrit-Übersetzungen eines griechischen Textes, der seit dem 2. Jahrhundert im Umlauf war. Über die griechische Astronomie gelangten Himmelsvorstellungen und astronomische Instrumente in den fernen Osten, darunter Sonnenuhren und die Vorstellung einer kugelförmigen Erde.

## Mittelalter
Im 5. bis 6. Jahrhundert erlebte die indische Astronomie eine Blüte mit Aryabhata, dessen Schrift Aryabhatiya die Spitze astronomischen Wissens der Zeit repräsentierte. Unter anderem wurde bereits erkannt, dass die Planeten des Sonnensystems sich in elliptischen statt in kreisförmigen Bahnen bewegen. Außerdem erkannte Aryabhata, dass sich die Sterne nur scheinbar um die Erde bewegen. Tatsächlich wird der Eindruck einer Bewegung der Sterne durch die Rotation der Erde um ihre Achse erzeugt. Aryabhata vermutete, dass der Mond nicht von selbst leuchtet, sondern dass der Mond das Sonnenlicht reflektiert.
Indische Astronomie beeinflusste entscheidend muslimische Astronomie, chinesische Astronomie und europäische Astronomie. Wichtige Astronomen der klassischen Zeit, die auf dem Werk von Aryabhata aufbauten, waren Brahmagupta, Varahamihira and Lalla.
Im 18. Jahrhundert erfährt die Himmelsbeobachtung einen Aufschwung durch den Bau der Observatorien, die Jai Singh II. unter anderem in Delhi und Jaipur errichten ließ. Das größte davon, das Jantar Mantar in Jaipur, besteht aus vierzehn Bauwerken zur Beobachtung und Messung astronomischer Phänomene. Es wurde 2010 als Weltkulturerbestätte in das UNESCO-Welterbe aufgenommen.
Eine bedeutende einheimische indische astronomische Tradition blieb durch das indische Mittelalter bis ins 16. oder 17. Jahrhundert aktiv, insbesondere als Teil der Kerala School of Astronomy and Mathematics. Mit dem europäischen Einfluss ab dem 18. Jahrhundert wurde die einheimische indische Astronomie durch Astronomie europäischer Tradition ersetzt.

## Indische Raumfahrt
Seit den 70er Jahren engagiert sich der indische Staat in der Raumfahrt, unter anderem mit Satellitenstarts, Höhenforschungsraketen und Trägerraketen. Rakesh Sharma nahm am sowjetisch-indischen Raumflug Sojus T-11 im April 1984 teil und war damit der erste indische Kosmonaut im All. Ferner gibt es Projekte zur Erforschung der Planeten des Sonnensystems wie die Mondsonde Chandrayaan-1 und die Mars Orbiter Mission. 